# Marisela Zúñiga Cerón
Marisela Zúñiga Cerón (Ciudad de México, 14 de junio de 1962) es una política mexicana, miembro del partido Movimiento Regeneración Nacional (Morena). Ha sido diputada al Congreso de la Ciudad de México y es diputada federal para el periodo de 2024 a 2027.

## Biografía
Es licenciada en Educación Preescolar y licenciada en Comunicación egresada de la Universidad Nacional Autónoma de México (UNAM). Cuenta con estudios de diplomados en Desarrollo de Competencias Profesionales en Educación Inicial y Preescolar, en Profesionalización por la Excelencia Educativa, y en Administración Pública por la Universidad del Valle de México.
De 2013 a 2015 fue jefa de Unidad Departamental de Desarrollo Social en la delegación Iztapalapa en la administración de Jesús Valencia Guzmán. En las elecciones de 2018 fue candidata de la coalición Juntos Haremos Historia a diputada por el Distrito 27 local, logrando el triunfo al recibir 82 318 votos, frente a 37 146 votos de su competidor de la coalición Por México al Frente; y resultando elegida a la I Legislatura del Congreso de la Ciudad de México de 2018 a 2021. En esta legislatura fue presidenta de la comisión de Inclusión, Bienestar Social y Exigibilidad de Derechos Sociales.
En el proceso electoral de 2021 fue postulada a la reelección al mismo cargo y por el mismo distrito; fue reelegida con el 59.21% de los votos, frente al 15.84% de su mas cercana competidora Nury Delia Ruiz Ovando de la coalición Va por México. En la II Legislatura del congreso local de 2021 a 2024, fue presidenta de la comisión de Derechos Humanos; vicepresedenta de la comisión de Educación; e integrante de las comisiones de Atención al Desarrollo de la Niñez; de Desarrollo Metropolitano; de Inclusión, Bienestar Social y Exigibilidad de Derechos Sociales; de Normatividad, Estudios y Prácticas Parlamentarias; y, de Planeación del Desarrollo.
En las elecciones federales de 2024 es postulada candidata a diputada federal por la coalición Sigamos Haciendo Historia por el Distrito 22 de la Ciudad de México. Ganó la elección con el 75.45% de los votos, frente al 15.00% de los votos de Montserrat Segoviano Pérez de la coalición Fuerza y Corazón por México. En la LXVI Legislatura de dicho año al de 2027, es secretaria de la comisión de Derechos Humanos; e integrante de las comisiones de Bienestar; y, de Educación.